# Talarkowo
Talarkowo – kolonia w Polsce położona w województwie wielkopolskim, w powiecie konińskim, w gminie Wierzbinek. Miejscowość wchodzi w skład sołectwa Racięcin.
W latach 1975–1998 miejscowość należała administracyjnie do województwa konińskiego.